# Carlinhos (ur. 1956)
Carlinhos, właśc. Carlos Eduardo Duarte Ribeiro (ur. 21 kwietnia 1956 w São Gonçalo) – piłkarz brazylijski, występujący na pozycji środkowego obrońcy.

## Kariera klubowa
Zawodową karierę piłkarską Carlinhos rozpoczął w klubie Fluminense FC w 1973 roku. We Fluminense 29 listopada 1973 w przegranym 1-2 derbowym meczu z Olarią Rio de Janeiro Carlinhos zadebiutował w lidze brazylijskiej. Z Fluminense trzykrotnie zdobył mistrzostwo stanu Rio de Janeiro – Campeonato Carioca w 1973, 1975 i 1976 roku.
W latach 1980–1983 był zawodnikiem Náutico Recife. W barwach Náutico Carlinhos wystąpił ostatni raz w lidze brazylijskiej 13 lutego 1982 w zremisowanym 1-1 meczu z CR Flamengo. Ogółem w latach 1973–1982 w I lidze wystąpił w 48 meczach. Karierę zakończył w Rio Negro Manaus w 1986 roku.

## Kariera reprezentacyjna
Carlinhos występował w olimpijskiej reprezentacji Brazylii. W 1975 roku zdobył z nią złoty medal Igrzysk Panamerykańskich. Na turnieju w Meksyku wystąpił w dwóch meczach z Kostaryką i Salwadorem.